# 古里亚哈蒂
古里亚哈蒂（Guriahati），是印度西孟加拉邦Koch Bihar县的一个城镇。总人口18896（2001年）。

## 人口
该地2001年总人口18896人，其中男性9602人，女性9294人；0—6岁人口2078人，其中男1066人，女1012人；识字率72.60%，其中男性为78.19%，女性为66.82%。